# Ubik
Ubik är en science fiction-roman skriven av Philip K. Dick 1969. 
Redan 1985 fanns det planer på att filmatisera boken vilket då inte blev av. Celluloid Dreams har bekräftat att de tänker påbörja filmatisering av boken 2009. 
Ubik översattes till svenska av Johan Frick och utgavs 1991 på Bokförlaget Bakhåll, Lund .

## Handling
Handlingen tar plats i ett framtida 1992 där Joe Chip jobbar för Runciter associates som erbjuder tjänster med att blockera personer som har förmågan till prekognition och telepati. Joes roll är att läsa av hur starka psi-förmågor personer har. Under ett uppdrag på månen går Joe och flera av hans medarbetare i en fälla och därefter börjar deras verklighet att förändras.
- Wikiquote har citat av eller om Ubik.